# Seinäjoen JK
Az Seinäjoen Jalkapallokerho (ismert még Seinäjoen JK vagy egyszerűen SJK néven is) egy finn labdarúgóklub, melynek székhelye Seinäjoki városában található.

## Története
A klubot 2007-ben alapították, jelenleg a Veikkausliigában játszik. Egyetlen élvonalbeli bajnoki címét 2015-ben szerezte. A csapat a hazai mérkőzéseit az OmaSP Stadionban játssza.
A 2016-os idényben mindössze a harmadik szezonját tölti a csapat a legjobbak között, korábban nyert másod-és harmadosztályú bajnoki címet is. A nemzetközi porondon a 2015-16-os UEFA-bajnokok ligája selejtezőjében mutatkozott be, az izlandi FH csapatával szemben 2-0-s összesítéssel kiesett.

## Trófeák
- Veikkausliiga (1): 2015
- Finn liga kupa (1): 2014
- Ykkönen (1): 2013
- Kakkonen (1): 2011

## Edzők
- Tommy Dunne (2008)
- Jari Kujala (2008)
- Esa Haanpää (2009)
- Tomi Kärkkäinen (2010)
- Christoffer Kloo ( 2011 január 1. –  2012 augusztus 13.)
- Simo Valakari (2012 szeptember 1.–)